# محمد بن أحمد معبر
محمد بن أحمد معبر (ولد في نجران عام 1962م/ 1382هـ) باحث وكاتب سعودي. يحفل منجزه المعرفي بالعديد من الاشتغالات والكتابات والإنتاج متعدد الحقول والاهتمامات، وصدر له عشرات المؤلفات في التاريخ والأدب وسير الأعلام. ومن مؤلفاته كتاب «تعاشيب اللغة في منطقة عسير»، وكتاب «الأمثال العامية في منطقة عسير».

## إصدارات
| الإصدار | سنة النشر | ملاحظات    |
| --- | --------- | ---------- |
| الاتصالات الإدارية                                                                                          | 1986      | [ 1 ]      |
| التربية الإسلامية: أهدافها، أسسها، خصائصها                                                                  | 1986      | [ 5 ]      |
| أوراق وآفاق                                                                                                 | 1987      | [ 6 ]      |
| ضوابط إحياء موات الأرض في الإسلام                                                                           | 1407      |            |
| جرش: من المراكز الحضارية القديمة                                                                            | 1988      | [ 7 ]      |
| المرأة في سوق النخاسة العالمي                                                                               | 1986م     |            |
| معجم التوقيعات المستعارة                                                                                    | 2005      | طبعة ثانية |
| أحمد الصافي النجفي رهين الكتابين                                                                            | 1432هـ    |            |
| أحمد بن علي مطوان: دراسة المكان والسكان                                                                     | 1434هـ    | [ 8 ]      |
| مواكب الأقلام.. قراءات وتعليقات في التاريخ الإسلامي بمكتبة د. غيثان بن جريس العلمية                         | 1434هـ    | [ 9 ]      |
| جرش: دراسة في المكان والسكان                                                                                | 2010      |            |
| الألقاب: مقدمة معجم الألقاب العلمية والأدبية                                                                | 2014      |            |
| الصحافة العربية الساخرة ( 1290-1390هـ ) (1873-1970م )                                                       | 1432هـ    | [ 10 ]     |
| قصة البحث عن جُرَش                                                                                            | 1434      | [ 11 ]     |
| دليل البحوث الجامعية في مكتبة الدكتور غيثان بن جريس العلمية (ببليوجرافيا مشروحة)1401- 1434هـ = 1981هـ-2014م | 1436      |            |
| حجاب بن يحيى الحازمي مؤرخ الشعر والشعراء في جازان                                                           | 1437هـ    |            |
| حوليّات خميس مشيط (الجزء الأول)                                                                              | 1437هـ    |            |
| الكنايات والعبارات الاصطلاحية في منطقة عسير                                                                 | 1437هـ    | [ 2 ]      |
| معجم الملابس والزينة في منطقة عسير 1335-1435هـ (3 أجزاء)                                                    | 2020      | [ 12 ]     |
| مسجد المسقي في جنوب المملكة العربية السعودية بمنطقة عسير - دراسة وصفيّة توثيقيّة                              | 2023      | [ 13 ]     |